# Fustán

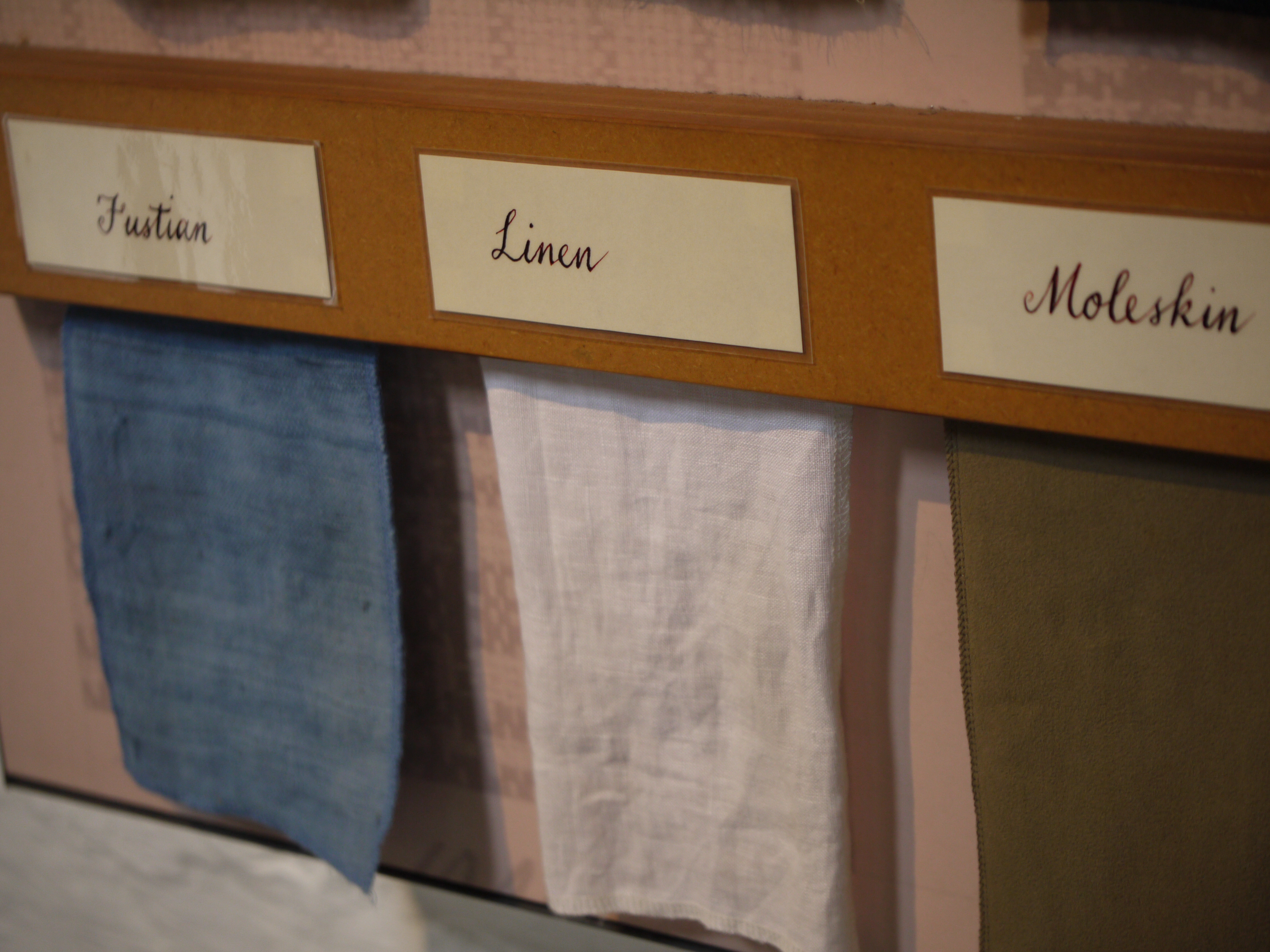
Muestra de fustán (primera por la izquierda)

Se llama fustán a cierta tela de algodón gruesa, tupida, con pelo por una de sus caras y trama fuerte con la que se acostumbraba a forrar vestidos, colchones, almohadas, jubones y ropas litúrgicas. Se utilizó mucho del siglo XVI al siglo XIX. Actuaba como principal sucedáneo de los paños al ser demasiado caros para amplios sectores de la población. 
El fustán fue fabricado en España en el siglo XIII y se puede considerar el eslabón entre los toscos tejidos de lino y cáñamo y los mucho más ligeros y agradables de algodón que alcanzarían su máximo esplendor en la Edad Media. El fustán no solo usaba algodón en su composición sino que a menudo se combinaba con otras fibras más toscas como el lino y el cáñamo. 